# Sistem
Sistem is een Roemeense percussieband.

## Biografie
De groep werd in 2000 opgericht in de Roemeense hoofdstad Boekarest. De band verzorgt shows met percussie en dans, meestal op speciaal voor hen gecomponeerde muziek. Ze verworven internationale bekendheid door in 2005 als derde te eindigen op het Eurovisiesongfestival 2005, dat gehouden werd in de Oekraïense hoofdstad Kiev. Samen met Luminița Anghel brachten ze het nummer Let me try.
1994: Dan Bittman · 
1998: Mălina Olinescu · 
2000: Taxi · 
2002: Monica Anghel & Marcel Pavel · 
2003: Nicola · 
2004: Sanda Ladoși · 
2005: Luminița Anghel & Sistem · 
2006: Mihai Trăistariu · 
2007: Todomondo · 
2008: Nico & Vlad Miriță · 
2009: Elena Gheorghe · 
2010: Paula Seling & Ovi · 
2011: Hotel FM · 
2012: Mandinga · 
2013: Cezar · 
2014: Paula Seling & Ovi · 
2015: Voltaj · 
2017: Ilinca feat. Alex Florea · 
2018: The Humans · 
2019: Ester Peony · 
2021: Roxen · 
2022: WRS · 
2023: Theodor Andrei